# Pachychalina gracilenta
Pachychalina gracilenta är en svampdjursart som beskrevs av Ferrer-Hernandez 1914. Pachychalina gracilenta ingår i släktet Pachychalina och familjen Niphatidae. Inga underarter finns listade i Catalogue of Life.